# Hutung am Gigert
Koordinaten: 49° 32′ 2″ N, 10° 18′ 23″ O
Das Naturschutzgebiet Hutung am Gigert liegt auf dem Gebiet der Gemeinde Ergersheim im mittelfränkischen Landkreis Neustadt an der Aisch-Bad Windsheim in Bayern.
Das Gebiet erstreckt sich nördlich von Seenheim, einem Gemeindeteil von Ergersheim. Westlich des Gebietes verläuft die Kreisstraße NEA 31, nordöstlich erstreckt sich das 39,5 ha große Naturschutzgebiet Rammelsee und Kleiner Schimmelsteig.

## Bedeutung
Das 39,5 ha große Gebiet steht seit dem Jahr 1992 unter der Kenn-Nummer NSG-00420.01 unter Naturschutz. Es handelt sich um markante Wacholderheiden.